# الحرب الفرنسية الداهومية الأولى
الحرب الفرنسية الداهومية الأولى التي اندلعت في عام 1890 هي نزاع بين فرنسا، بقيادة الجنرال ألفريد أميدي دودز، ومملكة داهومي تحت حكم الملك بيهانزين. خرج الفرنسيون منتصرين بعد فوزهم في معركة أبومية.

## خلفية
في نهاية القرن التاسع عشر، كانت القوى الأوروبية مشغولة بغزو جزء كبير من إفريقيا واستعمارها. فيما يعرف اليوم بدولة بنين، مثلت الجمهورية الفرنسية الثالثة القوة الاستعمارية الرئيسية. أسس الفرنسيون روابط تجارية مع الشعوب الأصلية في المنطقة، ومنها مملكة داهومي، أقوى دول غرب أفريقيا آنذاك. في عام 1851، أُبرمت معاهدة صداقة فرنسية داهومية تسمح للفرنسيين بالعمل التجاري وللمبشرين بدخول البلاد. بحلول عام 1890، كانت مملكة شعب الفون المسماة داهومي في ذروة قوتها. فرضت سيطرتها على كامل ساحل بنين الحديثة تقريبًا بالإضافة إلى جزء كبير من جنوب وسط بنين حتى أقصى شمال أتشيربي. كانت مملكة بورتو نوفو الصغيرة بالقرب من الساحل أحد أهم روافد داهومي. كانت المملكة على خلاف متقطع مع داهومي منذ منتصف القرن الثامن عشر. في عام 1861، هاجمت السفن البريطانية المكافحة للعبودية مملكة بورتو نوفو. طلبت بورتو نوفو الحماية الفرنسية وحصلت عليها عام 1863، لكن داهومي رفضت هذا الأمر. كان وضع كوتونو قضية خلاف أخرى، وهو ميناء اعتقد الفرنسيون أنه تحت سيطرتهم بسبب معاهدة وقعها ممثل داهومي في ويدا. تجاهلت داهومي جميع المزاعم الفرنسية هناك واستمرت في جمع الرسوم الجمركية من الميناء.

## سبب الحرب
في عام 1874، استولى الملك توفا على السلطة في بورتو نوفو وأعاد فرض الحماية الفرنسية على المملكة بعد أن هاجمتها داهومي في عام 1882. استمرت داهومي في الإغارة على المدينة، وبلغ الأمر ذروته في حادثة أثارت الحرب بين شعب الفون والفرنسيين. في مارس 1889، هاجمت داهومي قرية في أويميه حيث كان الرئيس تحت حماية الفرنسيين. بعد أن لاحظت أن العلم ثلاثي الألوان سيحميه، أمر الفون أحد أفراد أمازونات داهومي بقطع رأس الرئيس ولفه بالعلم. لاحقًا في مارس من ذلك العام، أرسلت فرنسا بعثة إلى أبومية عاصمة داهومي لتأكيد مطالبتها بكوتونو وتقديم أجر سنوي. استقبل ولي العهد الذي أصبح لاحقًا الملك بيهانزين البعثةَ ولكن لم يتحقق شيء سوى عدم الثقة المتبادلة.

## بدء الأعمال القتالية
ردت فرنسا على هذه الأحداث من خلال تعزيز قوتها في كوتونو لتصبح 359 رجلًا، 299 منهم من الكتائب السنغالية أو سنغاليين وغابون مدربين من قبل فرنسا. في 21 فبراير اعتقل الفرنسيون كبار مسؤولي الفون في كوتونو وبدأوا في تحصين المدينة. اندلعت أيضًا مناوشات مع الميليشيات المحلية. لم يمضِ وقت طويل قبل أن تصل هذه الأخبار هذا إلى أبومية. أرسلت داهومي مباشرة جيشًا إلى كوتونو مخططةً لإعادتها بقوة إلى سيطرة الفون مرة واحدة وإلى الأبد.

## معركة كوتونو
في 4 مارس، حشد جيش داهومي المؤلف من عدة آلاف حاجزًا حول كوتونو في حوالي الساعة الخامسة صباحًا. كان هذا الأمر اعتياديًا بالنسبة لجيش الفون التابع لداهومي الذي كان يسير دائمًا في الليل ويهاجم قبل الفجر بقليل. قاموا بالمخاطرة وساروا ببنادقهم، وأطلق الفون النار داخل السور. حتى إن البعض تمكن من التقدم على محيط 800 متر وإلحاق خسائر داخل الأسوار. بعد أربع ساعات من القتال الشديد، الذي حدث غالبًا على شكل اشتباك متلاحم رغم القدرة القتالية الفرنسية المدمرة والسفن المزودة بالمدافع، انسحب جيش الفون. تكبد الفرنسيون خسائر قليلة، لكن خسر الفون عدة مئات من القتلى (129 داخل الخطوط الفرنسية).